# Quận Yolo, California
Quận Yolo là một quận trong tiểu bang California, Hoa Kỳ. Quận lỵ đóng tại thành phố Woodland2. Theo Cục điều tra dân số Hoa Kỳ, dân số năm 2000 của quận này là 168.660 người 2.